# 산코보메드베지예

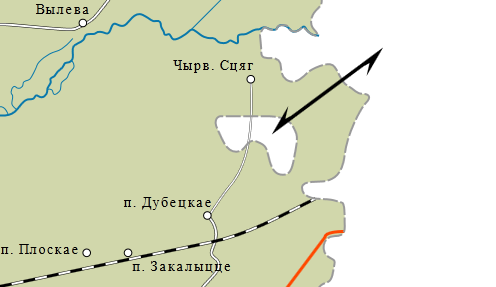
산코보메드베지예

산코보메드베지예(러시아어: Саньково-Медвежье, 벨라루스어: Санькова-Мядзвежжа 산코바먀즈베자)는 벨라루스에 둘러싸인 러시아의 월경지이자 위요지다.

## 같이 보기
- 칼리닌그라드주